# Derby Philosophical Society
Derby Philosophical Society (česky: Derbská filosofická společnost) byl klub pro gentlemany založený v Derby roku 1783 Erasmusem Darwinem. Členy společnosti bylo během jejích dějin mnoho významných osobností a klub nabízel také první institucionální knihovnu v Derby, která byla přístupná části veřejnosti.

## Historie

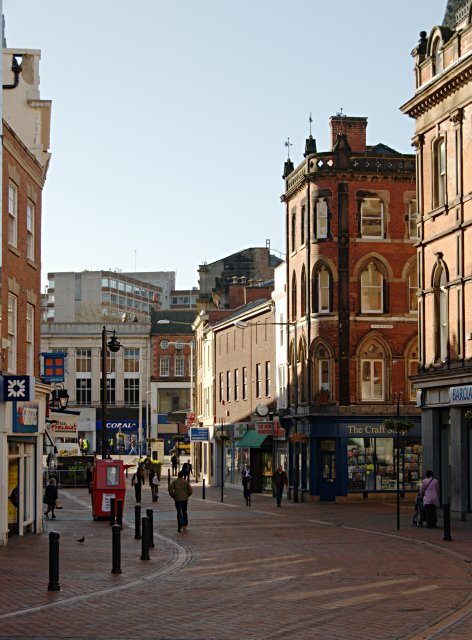
Cornmarket (Derby); zde se společnost scházela

Kluby a spolky byly v georgiánské Británii jedním z nejdůležitějších aspektů veřejného života, ačkoliv ženy se mnohých oficiálních akcí neúčastnily. Mnoho spolků se zaměřovalo na přírodní vědy a stalo se tak i významnou částí evropské osvěty. Některé společnosti byly neformální, ale většina byla dobře organizovaná, někdy i s vlastními sídly. Poměrně hodně spolků získávalo (nákupem či zděděním) sbírky knih, vědeckých nástrojů nebo exemplářů přírodní historie.
Derbská filosofická společnost se setkávala v 18. století a jejím členem byl například i John Whitehurst, hodinář, vědec a člen Lunar Society (česky měsíční společnost). Dalšími významnými členy byli třeba malíř Joseph Wright, kartograf a umělec Peter Perez Burdett nebo reverend Joshua Winter z Kostela Všech svatých. Setkávání spolku byly ukončeny roku 1879.
Derbskou filosofickou společnost založili roku 1783 Erasmus Darwin a jeho přátelé. Bylo to brzy po tom, co se Darwin přestěhoval z Lichfieldu do Derby, kde se se svou novou ženou Elizabeth a její rodinou usadil v domě zvaném Radburn Hall. Klub byl slavnostně otevřen v roce 1784 v Darwinově domě na Full Street. V proslovu Darwin členům oznámil, jakých cílů by podle něj měla společnost dosáhnout. Bylo mezi nimi mimo jiné zřízení knihovny a pravděpodobně i publikace vlastních knih. Zdá se, že Darwin doufal i v to, že Derbská učená společnost a Měsíční společnost budou pořádat společná setkání.
Záměrů klubu bylo mnoho. Podařilo se mu vytvořit pozoruhodnou sbírku knih, z jejíhož seznamu jsou zaznamenány některé tituly. Jeho členové se účastnili společného překladu děl Carla Linného z latiny do angličtiny.
Spolek se setkával v King's Head Inn na Cornmarket v Derby, nedaleko od Darwinova domu číslo 3 na Full Street.
Názory ohledně zakládajících členů se různí, patrně jich bylo sedm, osm či deset. Patří mezi ně Richard French, pan Snyed, Dr. John Hollis Pigot, Dr. John Beridge, Dr. Erasmus Darwin, Thomas Gisborne, pan Fox a William Strutt. Ovšem Snyed a Gisborne nežili v Derby, takže jejich účast při zakládání klubu není jistá. Klubové záznamy existují, ale lidé jsou v nich často označováni jen příjmením a vědci tedy musí určovat, o jakou osobu se může jednat. Účel setkávání klubu byl samozřejmě společenský, ale mezi jeho účastníky existovalo mnoho různých zájmů. Mnozí, stejně jako Darwin, byli spjati s medicínou. Mezi pozdější členy klubu patřili Josiah Wedgwood, reverend William Pickering, reverend Charles Hope, Dr. Peter Crompton, Erasmus Darwin mladší, Robert Darwin, Richard Leaper, Henry Hadley, pan Haden, pan Fowler, pan Johnson, Sacheverell Pole, William Duesbury mladší, Robert Bage a Richard Archdale. Asi polovina všech členů se zaměřovala především na medicínu, například William Brooks Johnson, ale i zbytek zahrnoval velmi vlivné osoby, jako Sira Roberta Wilmota, inženýra Jedediaha Strutta, básníka Sira Brookea Boothbyho, chemika Charlese Sylvestera a statkáře Charlese Hurta, reverenda D'Ewese Cokea a Thomase Evanse. Crompton, Leaper i Hope se později stali starostou Derby a později se stal členem klubu také první baron Belper.
Po Darwinově smrti roku 1803 se na pozici prezidenta společnosti vystřídali William Strutt a pan Forester. Strutt byl zakládajícím členem společnosti a Forester byl synem Richarda Frenche, dalšího ze zakládajících členů. Od roku 1815 byl sekretářem klubu místní učitel a filosof William George Spencer, jehož syn Herbert Spencer, rovněž filosof, získal z derbské literární a vědecké kultury mnoho inspirace. Spencer významně razil frázi Darwinova vnuka „silnější přežije“ po tom, co si přečetl jeho práci o evoluci. Dalším významným člověkem, spojeným s klubem, který však, na rozdíl od Jamese Pilkingtona (autora A View of Derbyshire), nebyl jeho členem, byl duchovní a fyzik Abraham Bennet.
V době, kdy Darwin vedl společnost, sídlil v domě na Full Street. Ačkoliv budova byla zdemolována, roku 2002 byla na jejím místě postavena památní deska na počest Erasmuse Darwina.
Derby Philosophical Society byla jen jedním ze spolků, nacházejících se během 18. a 19. století v Derby a plnících významnou společenskou, kulturní i vědeckou funkci. Dalšími podobnými společnostmi byly například Derby Literary and Philosophical Society (česky Derbská literární a filosofická společnost), Derby Mechanics' Institute (Derbský institut mechaniky), Derby Town and County Museum (Derbské městské a hrabské muzeum), tedy dnešní Derbské muzeum a umělecká galerie, a Natural History Society (Společnost přírodních dějin). K těmto můžeme dodat také Derbyshire General Infirmary (Derbyshirská obecná nemocnice) otevřená roku 1810 a John Claudius Loudon's Derby Arboretum (Derbské arboretum Johna Claudia Loudona) otevřené roku 1840, které bylo spojené s derbskými filosofy a zpřístupňovalo vědu veřejnosti.
V roce 1858 se Derbská filosofická společnost sloučila s Derbským městským a hrabským muzeem a Společností přírodních dějin, s čímž souvisel i přesun sídla. Přesun se týkal asi 4000 svazků z knihovny, vědeckých přístrojů a kolekcí zkamenělin.